# Мінторн Томпкінс
Менгл Мінторн Томпкінс (англ. Mangle Minthorne Tompkins, 26 грудня 1807 — 5 червня 1881, Нью-Йорк) — американський політик з Нью-Йорку. Син конгресмена, четвертого губернатора штату Нью-Йорк та шостого віцепрезидента США Деніела Томпкінса.

## Біографія
Народився в родині Деніела Д. Томпкінс (1774–1825) і Ганни (Мінторн) Томпкінс (англ. Hannah (Minthorne) Tompkins) (1781–1829). Менгл народився, коли його батько був губернатором Нью-Йорка. У 1827 році закінчив Юніон-Коледж.
Він був від Джексоновскої демократії членом законодавчих зборів в штаті Нью-Йорк (New York Co.) в 1833 і 1834 роках і членом Сенату штату Нью-Йорк від Демократичної партії в 1840 і 1841 роках, звідки він пішов у відставку 8 березня 1841 року.

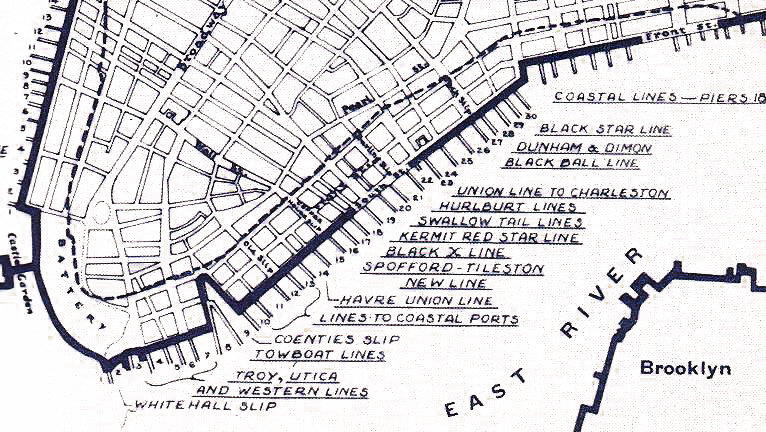
Карта порту Нью-Йорка, південний край острова Манхеттен, у 1851 році. Жирною ламаною лінією відзначається набережна нижче City Hall Park у 1784 році. Площа була забудована до 1820 року. Доки «Black Ball Line» знаходяться у верхній частині малюнка. Томпкінс був начальником порту Нью-Йорк.

У листопаді 1852 року був висунутий Партією Вільна Земля (англ. Free Soil Party) на пост губернатора штату Нью-Йорк, проте зазнав поразки від демократа Гораціо Сеймора.
Після того деякий час був начальником порту Нью-Йорку, а десь у 1869 року був Президентом колегії начальників портів.
Помер 5 червня 1881 року в Нью-Йорку.

## Родинні зв'язки
Батьки Менглі Мінторн Томпкінса мали вісім дітей, які, і народились в період з 1800 по 1814 роки:
- Аріетта Мінторн Томпкінс (англ. Arietta Minthorn Tompkins) (31.06.1800 — 1837), у 1818 році вийшла заміж за сина Сміта Томпсона. Дві персони з родини Томпсонів були одними з засновників «Black Ball Line», яка почала трансатлантичні рейси у жовтні 1817 року.
- Менгл Мінторн Томпкінс.
- Sarah Ann[1]
- Griffin[1]
- Ганна[1]

Діти Ганна і Мінторн (англ. Hannah and Minthorne) були так названі в честь матері, а вулиці Hannah, Minthorne, Sarah Ann і Griffin на острові Стейтен-Айленд, зараз в Нью-Йорку, названі на їх честь.